# Drive-In Saturday
"Drive-In Saturday" es una canción escrita por el músico británico David Bowie para su álbum de 1973, Aladdin Sane. Fue publicado como sencillo una semana antes que el álbum, y así como su predecesor "The Jean Genie", se convirtió en un gran éxito, alcanzando el Top 3 en las UK Singles Chart.

## Grabación y lanzamiento
La canción fue grabada en Nueva York el 9 de diciembre de 1972, y fue publicada como sencillo en abril de 1973 y se mantuvo en las listas durante 10 semanas, alcanzando la posición número 3 en el Reino Unido. El lado B, fue un cover de la canción de Chuck Berry, "Around and Around", una pieza restante grabada durante las sesiones de Ziggy Stardust. El biógrafo de Bowie, Nicholas Pegg describió "Drive-In Saturday" como "posiblemente la mejor canción de Aladdin Sane, así como también "el mejor sencillo olvidado de Bowie", a lo cual él atribuye al hecho de que no apareció en los álbumes de grandes éxitos hasta 20 años después de su lanzamiento. El biógrafo David Buckley ha llamado a "Drive-In Saturday" y "Rebel Rebel" como "los mejores sencillos de Bowie durante su época del glam rock.

## Versiones en vivo
- Una versión grabada en el The Public Hall en Cleveland, Ohio el 25 de noviembre de 1972 fue publicado en el aniversario #30 de Aladdin Sane en 2003.[10]
- Una versión grabada en el 14 de octubre de 1999 fue publicada en el álbum de 2020, Something in the Air (Live Paris 99).[11]

## Otros lanzamientos
- La canción fue publicado como sencillo junto con "Round and Round" como lado B el 6 de abril de 1973.[5]
- La canción ha aparecido en numerosos álbumes compilatorios de David Bowie:
  - Sound + Vision (1989)
  - The Singles Collection (1993)
  - The Best of David Bowie 1969/1974 (1997)
  - Best of Bowie (2002)
  - The Platinum Collection (2005)
  - Nothing has changed. (2014)
  - Bowie Legacy (2016)
- Está versión de la canción, originalmente publicada como sencillo en Alemania, estuvo disponible en formato digital y CD por primera vez en 2015, en Re:Call 1, como parte de la caja recopilatoria Five Years (1969–1973).[12]

## Otras versiones
- Def Leppard – Yeah! (2006)
- Morrissey – en vivo

## Lista de canciones
1. "Drive-In Saturday" – 4:03
2. "Round and Round" – 2:42

## Créditos
Créditos adaptados desde las notas del álbum.
- David Bowie – voz principal y coros, guitarra acústica, saxofón tenor, sintetizador Moog, palmadas
- Mick Ronson – guitarra eléctrica, coros, palmadas
- Trevor Bolder – bajo eléctrico
- Mick Woodmansey – batería, pandereta
- Mike Garson – piano

## Posicionamiento
| Gráficas (1973)                 | Pico de posición |
| ------------------------------- | ---------------- |
| Bélgica (Valonia) (Ultratop 50) | 47               |
| Irlanda (Irish Singles Chart)   | 14               |
| Reino Unido (UK Singles Chart)  | 3                |